# Дюшене, Поль
Поль Дюшене́ (фр. Paul Duchesnay, род. 21 июля 1961 года, Мец, Франция) — фигурист, выступавший в танцах на льду со своей сестрой Изабель Дюшене, первоначально за Канаду, а позже за Францию. Они стали чемпионами мира в 1991 году и серебряными Олимпийскими медалистами в 1992 году.

## Карьера
Поль родился во Франции, но через год переехал с родителями в Айлмер (Квебек, Канада), где и начал кататься на коньках. Первого значительного успеха они с сестрой добились в 1982 году, когда стали вторыми на чемпионате Канады среди юниоров.
В дальнейшем стиль их катания был уникальным и революционным для того времени. После резкой критики их оригинального стиля со стороны канадской федерации фигурного катания, Изабель и Поль решают сменить сборную. С 1985 году они выступают за Францию — родину их матери.
Они стали третьими и вторыми на мировых первенствах 1989 и 1990 года соответственно. Они выиграли своё единственное золото чемпионата мира в 1991 году в Мюнхене. Пара имела все шансы выиграть золото на Олимпиаде в Альбервиле в 1992 году, однако ошиблась и стала второй после пары Марина Климова—Сергей Пономаренко. Олимпиада стала их последним любительским выступлением.
Затем соревновались как профессионалы, пока Поль не получил серьёзную травму в 1996 году.
Сейчас Поль Дюшене работает тренером в США.

## Спортивные достижения
| Соревнования/Сезон | 1986 | 1987 | 1988 | 1989 | 1990 | 1991 | 1992 |
| Зимние Олимпиады   |      |      | 8    |      |      |      | 2    |
| Чемпионаты мира    | 12   | 9    | 6    | 3    | 2    | 1    |      |
| Чемпионаты Европы  | 8    | 5    | 3    |      | 3    | 2    |      |